# 短棘燭光魚
短棘燭光鱼（学名：Polyipnus nuttingi）为輻鰭魚綱巨口魚目褶胸鱼科的其中一種。分布於西印度洋區的坦尚尼亞及桑吉巴及中西太平洋區的夏威夷群島海域，為深海魚類，棲息深度384-658公尺，會進行垂直性洄游，體長可達8.3公分。